# 网红路牌

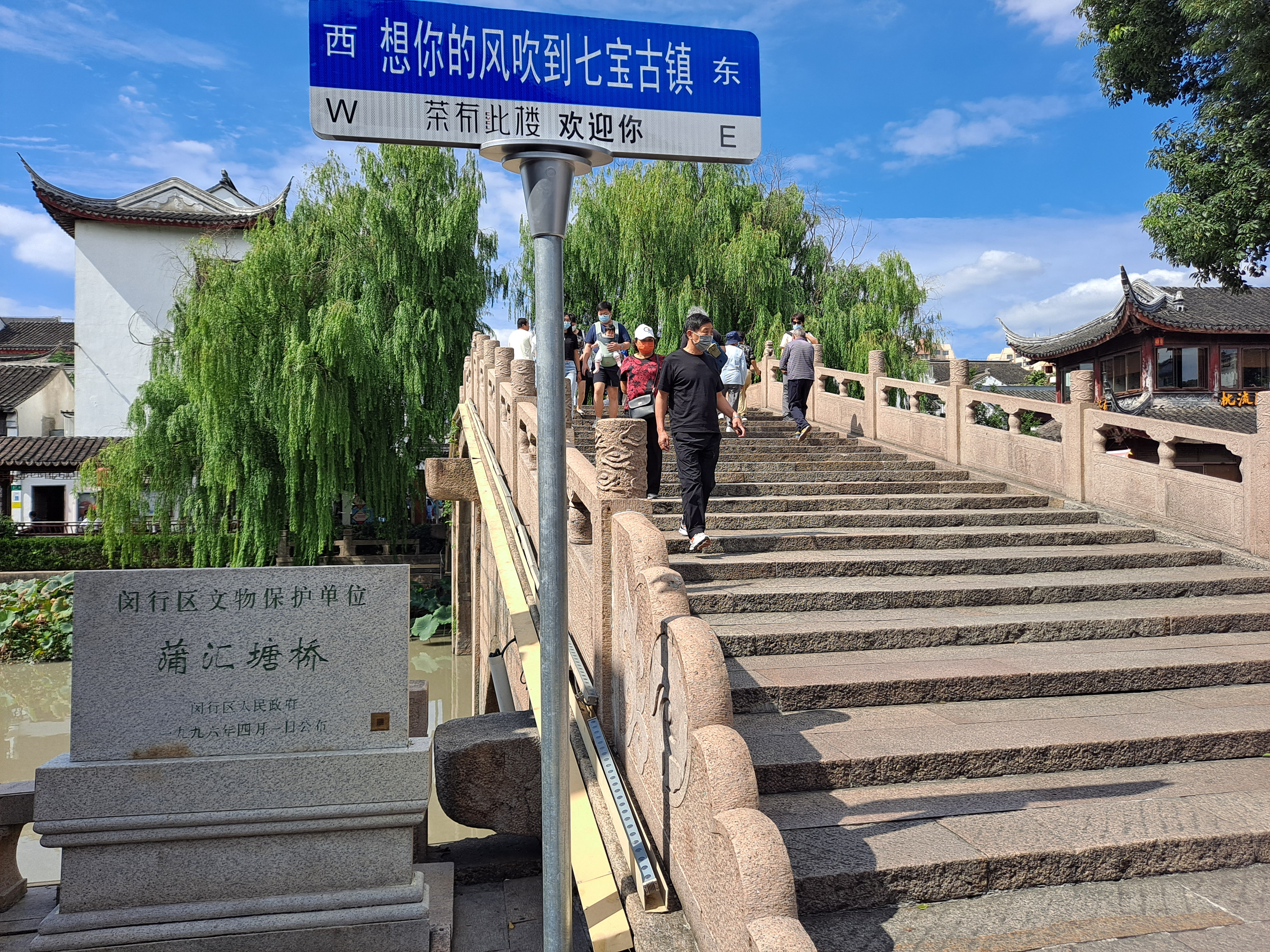
上海七宝镇蒲汇塘桥的网红路牌

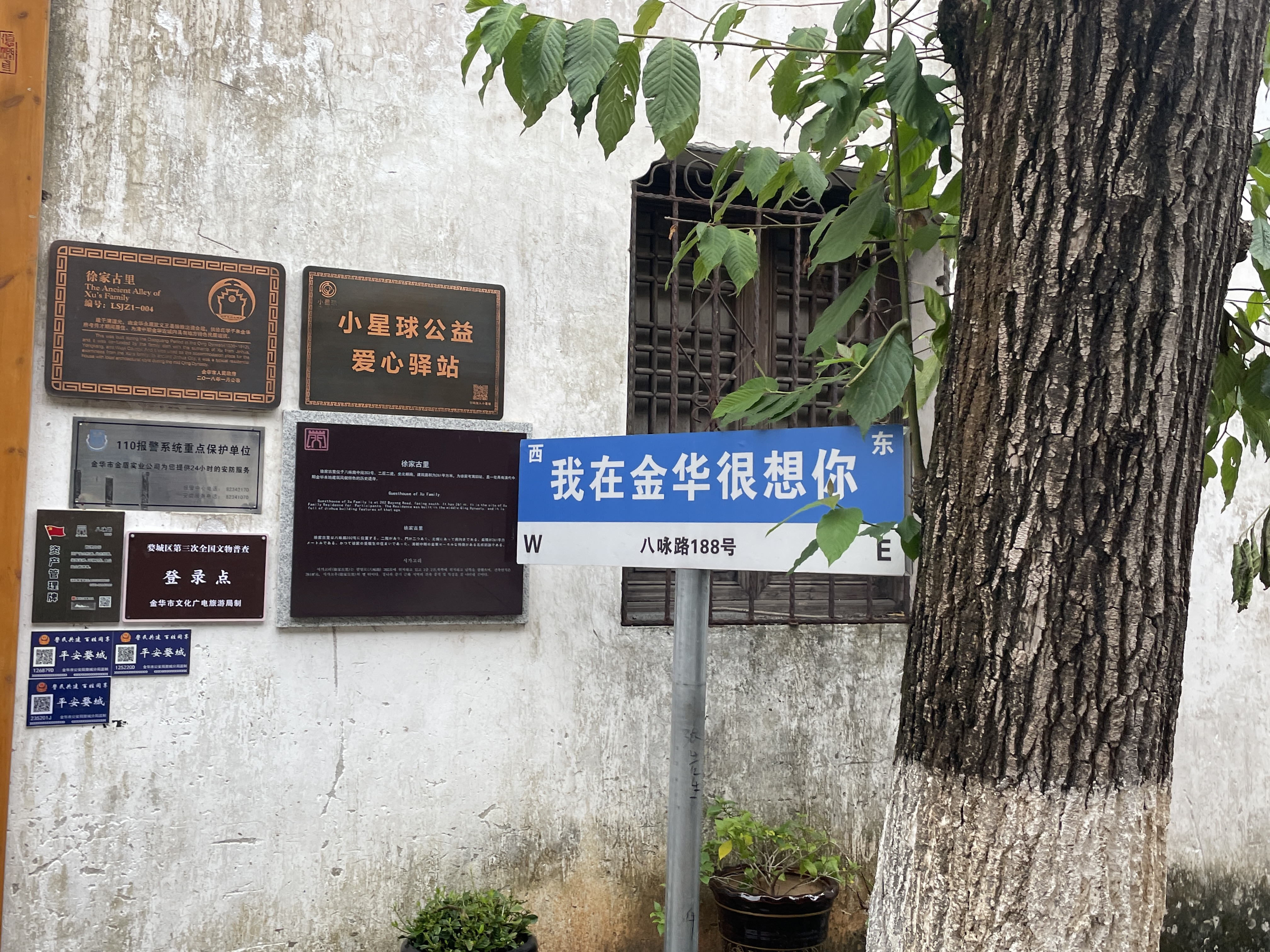
一座位于浙江省金华市古子城的网红路牌

网红路牌是指中国大陆一种模仿道路指示牌风格的标志，旨在吸引游客的关注。网红路牌多出现在城市路边或店铺门口，一般写着有浪漫的标语，如「想你的风还是吹到了某地」、「我在某地很想你」，下方配有这句话的拼音、具体地址或者某商家的店名。

## 规格

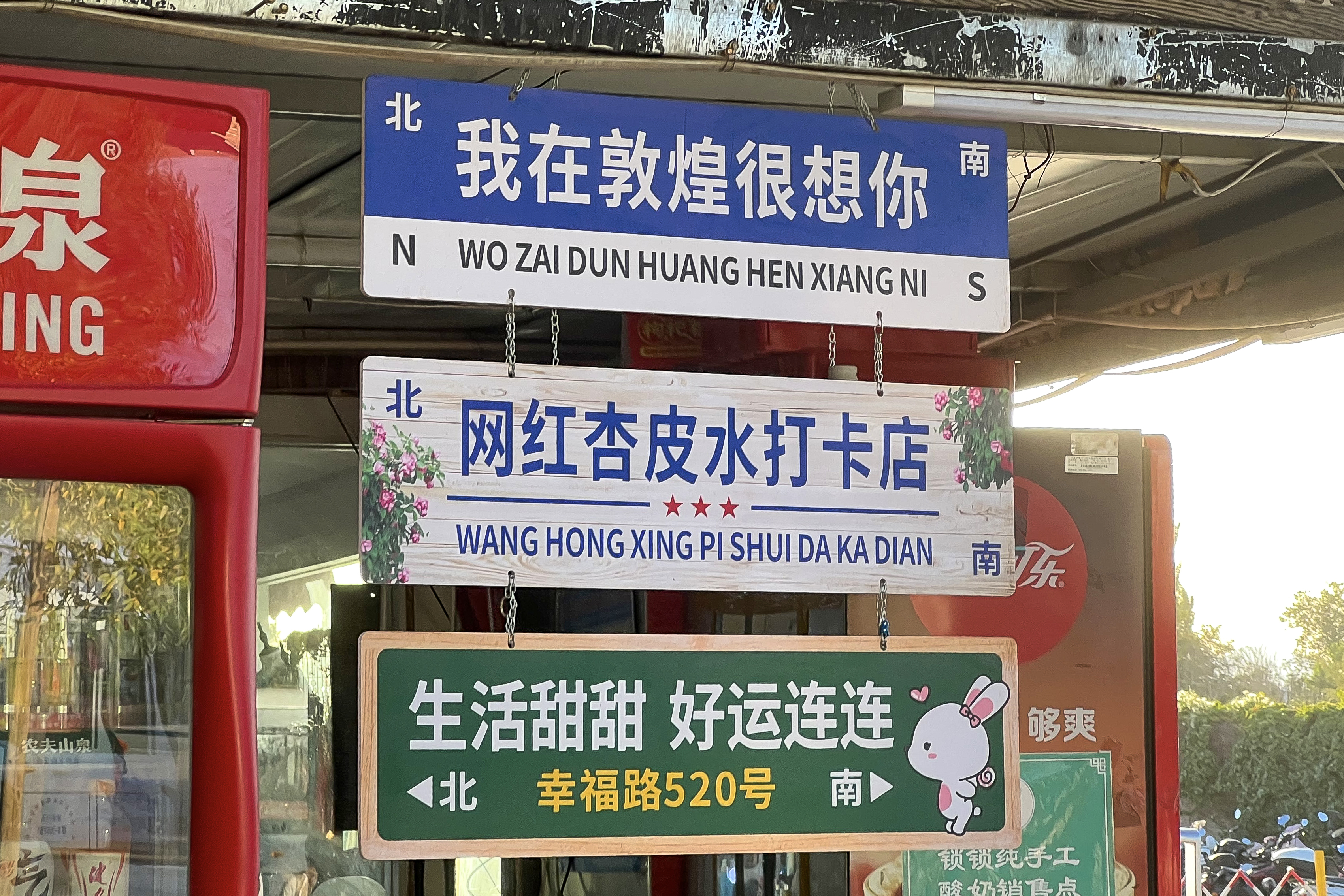
悬挂在敦煌市鸣沙山停车场一饮品摊位的网红路牌

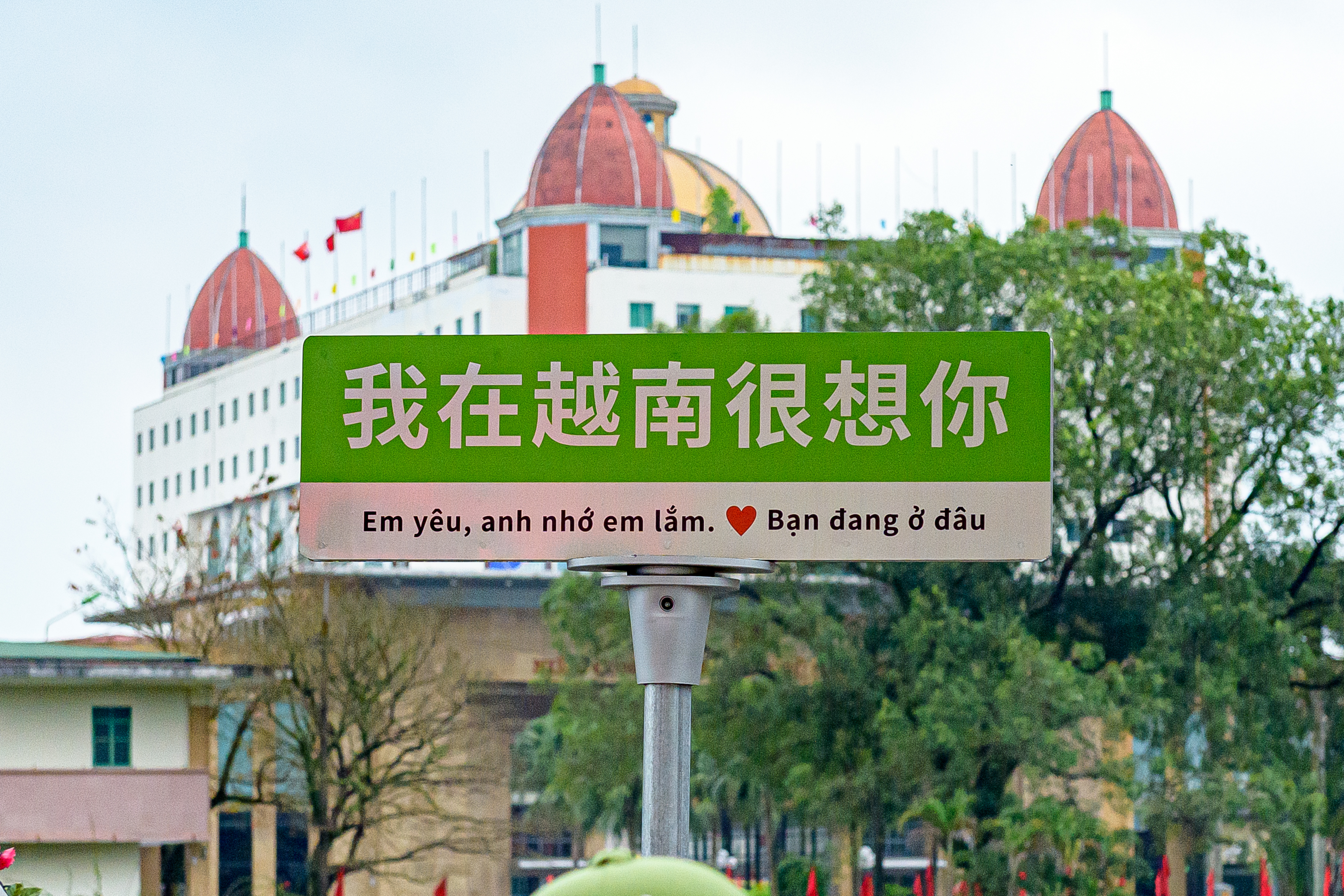
广西东兴市中越边境的一处中越双语网红路牌，背后为越南芒街口岸

在电商平台上，许多商家提供网红路牌的定制服务，价格仅需几百元。这种路牌的标准尺寸为120cm×36cm，立柱的标准高度为2m，但可以根据需要调高或调低。整个牌子加上立柱的重量约为6公斤。若户外安装，商家会提供固定工具；而室内的话，也有可移动的选择。

## 争议与评价

### 合法性
由于许多网红路牌是商家私自设置在公共道路上的，已有不少自设置在市政道路两侧的路牌被明确认定为违规并被拆除或更改。上海市浦东高科西路上的「我在上海很想你」指示牌，因违反《上海市道路指示牌管理规定》和《地名管理条例》被拆除；南京市江宁区一家餐厅门口放置的「我在南京很想你」路牌，也已被督促拆除。四川省乐山市城管部门对于不影响通行的路牌，考虑到可能会对过往司机造成困扰，要求商家改成活动式，夜间可摆。
不过，设置在非城市市政道路区域的路牌，由于它们不妨碍公共秩序且由相关商业区自行管理，因此未被视为违规。例如，南宁七星路「我在南宁很想你」的路牌被拆除，但设置在南宁内街文化创意园内内容相同的另一块路牌并未被拆除，因为该路牌是由商业区自行管理的。
湖北省咸宁市民政局相关业务负责人认为，随意在路边设置路牌，会影响路牌的指位功能，引起不必要的误导和混乱。
部分媒体认为，拍照打卡的人多了，可能影响正常道路通行；同时，商家擅自设置“网红路牌”不仅可能违反多项法规，还对守法经营者构成不公平竞争。
东南大学法学院副教授顾大松认为，妨碍公共秩序的网红路牌应由相关部门进行规范，但在不影响公共秩序的场所如商店内，它们可以被视为促进商业繁荣的一种创意手段。顾大松强调，网红路牌应当被视为城市形象宣传的一种方式，而非交通指示，且其设置应根据国家的公益广告管理办法进行考虑和规划。

### 效果和影响
人民网评论认为，设立网红路牌不失为一种迅速吸引年轻人、为城市带来流量的有效的商业宣传方式。但在大量复制后，网红路牌就逐渐失去了其独特性，而尽管许多路牌的文案和设计并不出彩，但在商业回报面前，商家仍然纷纷跟风，视其为「引流神器」。商家若不能对公共秩序起到正向作用，那么这种营销手段带来的经济利益也不可持续。